# Сювеярви
Сювеярви или Глубокое (фин. Syväjärvi) — озеро ледникового происхождения в южной части Карельского перешейка. Расположено во Всеволожском районе Ленинградской области, в 4,5 км от посёлка Токсово и в 21 км от Санкт-Петербурга. На берегу Сювеярви находится деревня Хиттолово.
Длина озера — 1,6 км, средняя ширина — 160 м. Берега крутые, преимущественно безлесные или с редкой растительностью. Озеро относительно глубокое (до 8,5 метра). Грунты у берега песчано-иловатые, далее идет бурый ил. Вода имеет коричневый оттенок. Прозрачность воды в хорошую безветренную погоду до 50 см. В озеро Сювеярви впадают 2 небольших ручейка (один из них называется Авлога), которые берут своё начало из расположенных рядом болот. Вытекает из озера ручей, который впадает в соседнее озеро Мадалаярви. В жаркое лето этот ручей пересыхает.
В озере хорошо развита водная растительность — стрелолист, уруть, рдест, осока. Из рыб — мелкая плотва, окунь, уклейка. Редко встречается щука.